# Un drame musical instantané

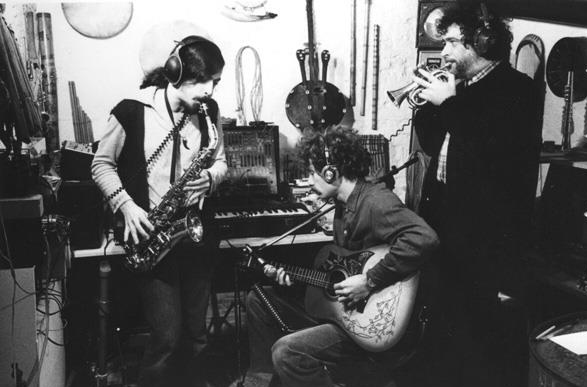
Un Drame Musical Instantané

Un drame musical instantané est un orchestre à géométrie variable dirigé par trois compositeurs-improvisateurs qui ont choisi de signer collectivement leurs créations depuis sa fondation en 1976.

## Concept
Jean-Jacques Birgé, Bernard Vitet et Francis Gorgé considèrent leurs albums comme des œuvres en soi, des objets finis, en opposition à leurs spectacles vivants dont l'enjeu est de se renouveler sans cesse. Leurs sources sont à chercher aussi bien du côté du rock (d'où sont issus le synthésiste Birgé et le guitariste Gorgé, auteurs du disque-culte Défense de), du jazz (le trompettiste Vitet  fonda le premier groupe de free jazz en France avec François Tusques, le Unit avec Michel Portal, joua avec de nombreux jazzmen américains...), des musiques contemporaines ou du cinéma et de la lecture quotidienne des journaux, d'où leur concept de « musique à propos ». On leur doit le retour en France du ciné-concert avec 24 films muets au répertoire dont les plus joués furent Le Cabinet du docteur Caligari (1920) de Robert Wiene, La Glace à trois faces (1927) et La Chute de la maison Usher (1928) de Jean Epstein, La Passion de Jeanne d'Arc (1927) de Carl T. Dreyer, L'Homme à la caméra (1929) de Dziga Vertov, L'Argent (1928) de Marcel L'Herbier...

## Historique
Après avoir été d'ardents défenseurs de l'improvisation libre, ils montent, de 1981 à 1986, un orchestre de 15 musiciens et musiciennes, et à partir de 1989 se lancent dans des spectacles multimédia avec dispositifs et décors imposants (zapping en direct sur grand écran, feux d'artifice, chorégraphies...), mais leur théâtre musical le plus convaincant restera essentiellement radiophonique, tel du « cinéma aveugle ». Le Drame, comme il est coutume de les évoquer, saura marier instruments acoustiques et électroniques en temps réel aussi bien qu'une lutherie originale conçue et réalisée par Vitet (trompette à anche, contrebasse à tension variable, violon et alto à sillets, balafon géant, clavier de poêles à frire, de limes ou de pots de fleurs, flûtes en plexiglas, pyrophone, etc.).
Après le départ de Francis Gorgé en 1992, Birgé et Vitet continueront à enregistrer et se produire avec des musiciens proches de la « famille » comme le percussionniste Gérard Siracusa. Le groupe, qui a toujours su maintenir son indépendance en maîtrisant ses moyens de production (Studio et Disques GRRR), se dissoudra en 2008. Depuis 2010, le site drame.org offre plus d'une centaine d'heures d'inédits en écoute et téléchargement gratuits.
Après la mort de Bernard Vitet le 3 juillet 2013, Un drame musical instantané décide de se reformer avec Birgé, Gorgé, Hélène Sage et différents invités, et en 2022 Birgé et Gorgé reprennent le Drame avec l'écrivain Dominique Meens ou Amandine Casadamont aux platines.

## Œuvres
Disques
- Très toxique (GRRR / également sur Toxic Rice, Psych.KG, Allemagne) 1976 (publié 2023)
- Trop d'adrénaline nuit (GRRR), 1977, réédition + bonus, 2001
- Rideau ! (GRRR), 1980, réédition + bonus (KlangGalerie), 2017
- Pas de cadeau in 18 surprises pour Noël (DeQualité), 1981[9]
- À travail égal salaire égal, pour orchestre (GRRR), 1982, réédition + bonus (KlangGalerie), 2017
- Under The Channel in In Fractured Silence[10] (United Dairies), 1983, en bonus sur réédition Rideau ! réédité en 2023 chez Souffle Continu Records[11]
- Les bons contes font les bons amis, pour orchestre (GRRR), 1983, réédition + bonus (KlangGalerie), 2022
- L'uniforme in mc Unique, 1984
- L'homme à la caméra, pour orchestre (GRRR), 1984, réédition + bonus (KlangGalerie), 2020
- Das Kabinett des Doktor Caligari in mc Bad Alchemy (Allemagne), 1985
- Carnage, incl. La Bourse et la vie, N.O.P. dir. Yves Prin (GRRR), 1985, réédition + bonus (KlangGalerie), 2021
- French Resistance in Dry Lungs II (Placebo, USA), 1986
- Interview in mc Planeta, 1986
- Fear of Vacancy in Journey Into Pain (mc BST, Japon), 1986
- Don't Lock The Cage in Dry Lungs III (Placebo, USA), 1987
- L'hallali, avec Frank Royon Le Mée, Dominique Fonfrède, Martine Viard, Louis Hagen-William, L'Itinéraire, dir. Boris de Vinogradov, incl. l'opéra-bouffe La Fosse sur un livret de Régis Franc (GRRR), 1987
- Sous les mers (GRRR), 1988
- Qui vive ? (GRRR), 1989
- Der Falsche Mann in Out of Depression (Allemagne)
- Le futur abyssal in Mouvements (La légende des voix), 1990
- Le K[12], texte de Dino Buzzati avec Richard Bohringer (GRRR, réédition Auvidis), Nomination aux 9ièmes Victoires de la musique, 1990-93
- Pale Driver Killed By A Swallow On A Country Road in Dry Lungs IV (Subterranean, USA), 1991
- Le fond de l'âme effraie : Air Cut in Atomic Zen (Dedali Opera, Japon), 1991
- North Eating South Starving in A Gnomean Haigonaimean (Johnny Blue, Portugal), 1991
- Jeune fille qui tombe... tombe, texte de Dino Buzzati avec Daniel Laloux (In Situ), 1991
- Kind Lieder, neuf chansons qui font mal (GRRR), 1991
- Rien ne va plus in Dry Lungs V (Subterranean, USA), 1992
- Utopie Standard in Passionnément (Visa), 1992
- Urgent Meeting, avec Colette Magny, Didier Malherbe, Michel Godard, Louis Sclavis, Raymond Boni, Gérard Siracusa, Vinko Globokar, Yves Robert, François Tusques, Denis Colin... (GRRR/No Man’s land), 1992
- Opération Blow Up, avec Brigitte Fontaine, Henri Texier, Luc Ferrari, Joëlle Léandre, Didier Petit, Valentin Clastrier, René Lussier... (GRRR), 1992
- Musica Per Dimagrire in Musica Propiziatoria (Museo Immaginario, Italie), 1993
- Zappeurs-Pompiers 2 in Journal de bord (Festival 38e Rugissants), 1993
- Crasse-Tignasse (texte Der Struwwelpeter traduit par Cavanna), chansons pour les enfants qui aiment avoir peur (Auvidis), 1993
- Trois morceaux avec la chanteuse Dee Dee Bridgewater et le Balanescu String Quartet in Sarajevo Suite (L’empreinte digitale), 1994
- ¡Vivan las utopias! in Buenaventura Durruti avec Elsa Birgé (nato), 1996
- L'instable et So Deep in L'étrange (CMG), 1998
- Machiavel[13] (GRRR), avec Benoît Delbecq, Steve Arguëlles, DJ Nem, Philippe Deschepper..., 1998
- Wit in Enhanced Gravity (Yucca Tree, Allemagne), 1999
- Ça ira in Les Actualités, avec le chanteur mahorais Baco (Les Allumés du Jazz), 2006
- Plumes et poils[14] avec l'écrivain Dominique Meens (GRRR), 2022
- TCHAK, quartet avec Philippe Deschepper et Nem (KlangGalerie), 2024
- 194 heures de musique inédite (1479 pièces), en écoute et téléchargeables gratuitement, sur drame.org, 2010-2025

Spectacles
- Longue série des Poisons, 1976-79
- Ciné-concerts (24 films muets), 1977-99 : À propos de Nice (Jean Vigo), Le Cuirassé Potemkine & La Grève (S.M. Eisenstein), La glace à trois faces & La Chute de la maison Usher (Jean Epstein), Le cabinet du Dr Caligari (Robert Wiene), Nosferatu le vampire (F.W. Murnau), Le Cabinet des figures de cire (Paul Leni), L'Homme à la Caméra (Dziga Vertov), La Passion de Jeanne d'Arc (Carl T. Dreyer), Enfants à Paris (coll. Albert Kahn), Fantômas (les 5 épisodes de Louis Feuillade) et Les Vampires, La vie de notre Seigneur Jésus Christ (C. Pathé), L’X mystérieux & La Sorcellerie à travers les âges (Benjamin Christensen), L'Argent (Marcel L’Herbier)...
- La rue, la musique et nous. Arcueil, 1979
- Rideau! (discours de la méthode), 1980
- Sonorisation électro-acoustique du Parc della Rimembranza. Naples (Italie), 1981
- Pièces pour un orchestre de 15 musiciens, 1981-86
- Le trou, d'après Edgar Allan Poe, 1982
- Musique pour pyrophone et orchestre (lutherie Vitet), 1983
- Jeux Olympiques de Los Angeles (en direct sur grand écran, Festival d'Avignon), 1984
- La Bourse et la vie (Nouvel Orchestre Philharmonique de Radio France, dir.Yves Prin), 1984
- 45 secondes départ arrêté & Féeries Jacobines (feux d'artifice), 1984-1985
- Musique de ballet pour Jean Gaudin (Ecarlate), Karine Saporta (Manèges créé à l'Opéra de Paris, Le Cœur Métamorphosé créé au Théâtre de la Ville), Lulla Card... 1985-1989
- Jeune fille qui tombe... tombe de Dino Buzzati (oratorio parlé, Michael Lonsdale / Daniel Laloux), 1985-90
- Le K[15] de Dino Buzzati (opéra parlé, Michael Lonsdale / Richard Bohringer - Daniel Laloux, décor R.Sarti), 1985-1992
- La Fosse (opéra-bouffe, Martine Viard, Louis Hagen-William, Ensemble de L'Itinéraire), 1987
- Le Château des Carpathes, d’après Jules Verne (cantate enflammée, Frank Royon Le Mée), 1987
- 20 000 lieues sous mers (spectacle d'illusions et musée imaginaire sur 2 péniches, La Péniche Opéra), 1988
- Zappeurs-Pompiers 1[16] & 2 (zapping en direct sur grand écran, Lulla Card, Éric Houzelot / Guy Pannequin), 1987-89
- J'accuse d'Émile Zola (R.Bohringer, D.Fonfrède, Ahmed Madani, 70 musiciens, dir.Jean-Luc Fillon, décor Raymond Sarti), 1989
- Contrefaçons (pour orchestre d'harmonie, dir.J-L.Fillon), 1989
- Kind Lieder (neuf chansons qui font mal), 1991
- Let my children hear music de Charlie Mingus, 1992
- Crasse-Tignasse, spectacle pour les enfants, 1993-94
- Machiavel[17] (techno improvisée avec images interactives), 1999-2000
- Résurrection, 2014
- Under The Channel, 2024

Radio
- U.S.A. le complot et La peur du vide, France Musique, 1983[18]
- Écarlate, France Culture, 1989

Vidéo
- Antène 1, réal. Emmanuelle K, 1983[19]
- Aujourd'hui en France, réal. Didier Ranz, 1987[20]
- Le K, réal. Ch. Gomila, avec Richard Bohringer, 1989